# Praxitélis Tzanoulínos
Praxitélis Tzanoulínos (grec moderne : Πραξιτέλης Τζανουλίνος; Falatádos, Tínos, 1955) est un sculpteur et universitaire grec.

## Biographie
Né en 1955 dans le village de Falatádos, sur l'île de Tínos, Tzanoulínos étudie dans un premier temps à l'École des beaux-arts de Pánormos à Tinos, puis à l'École des beaux-arts d'Athènes, où il est élève de Yánnis Pappás,, avec qui il se lie d'amitié. En 1987, il reçoit le prix de sculpture de l'Académie d'Athènes tandis que, depuis 1989, il enseigne la sculpture et la conservation des sculptures à l'Université de l'Attique occidentale (connue sous le nom d'Établissement d'enseignement technologique d'Athènes avant sa fusion avec l'Établissement d'enseignement technologique du Pirée).

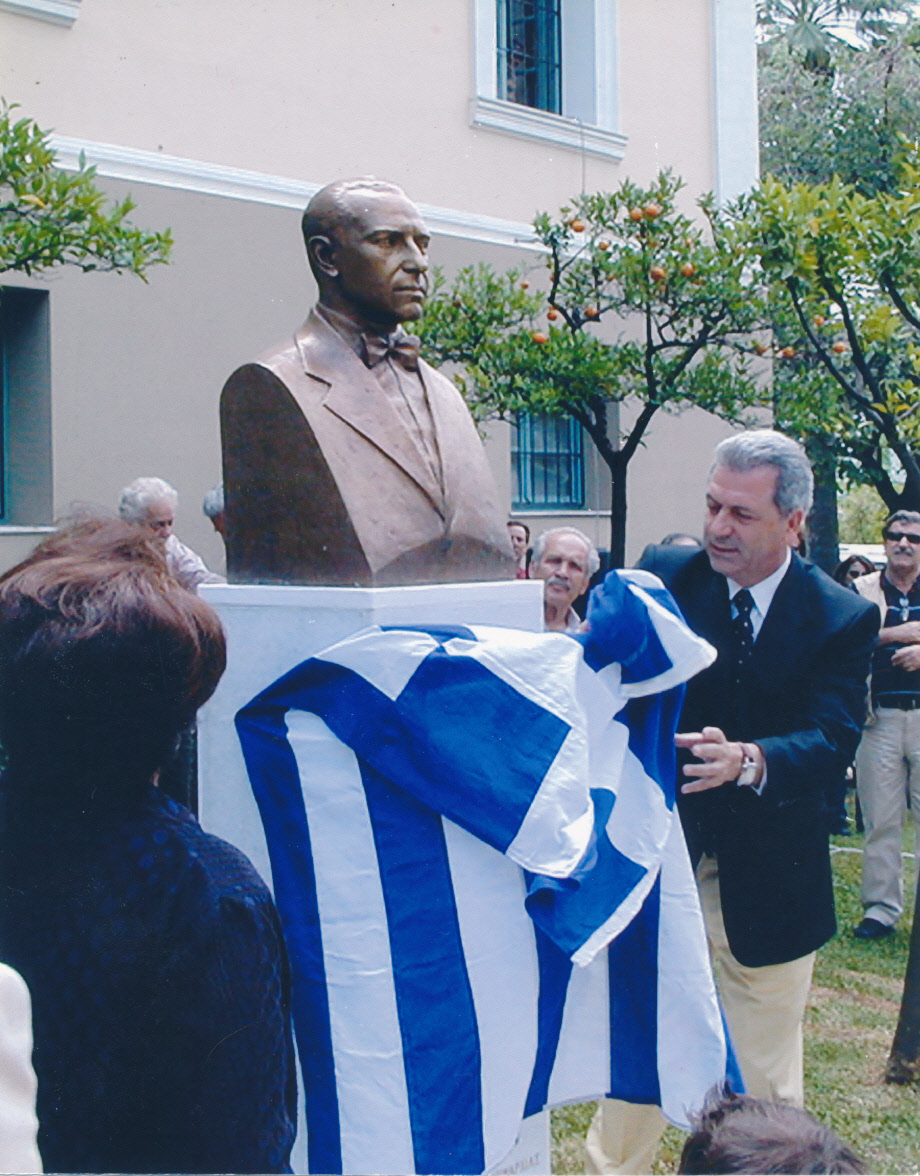
Dévoilement du buste de Kostís Bastiás à Athènes.

Il participe à diverses expositions,,,, tandis que ses œuvres sont exposées dans des musées, des collections, ainsi que dans des espaces publics. Il réalise, entre autres, les statues de Konstantínos Karamanlís à la Néa Paralía de Thessalonique et à Serrès, les bustes d'Elefthérios Venizélos à Bucarest et de Grigórios Skalkéas à Papágos, les bustes en bronze de Kostís Bastiás, Kóstas Ouránis et Pantelís Horn au parc des écrivains grecs d'Athènes, ainsi qu'une sculpture dédiée aux Jeux olympiques à Montréal, au Canada,.
Au cours des années 2010, Tzanoulínos participe activement à un projet du dème des Athéniens visant à entretenir et à restaurer les diverses sculptures extérieures endommagées par des actes de vandalisme, des problèmes environnementaux, les conditions météorologiques, etc.,,.
Il est marié à la pianiste Méma Irinaíou, décédée en 2021, avec laquelle il a deux enfants.